# Butlletí de la dialectologia catalana
El Butlletí de Dialectologia Catalana fou creat l'any 1913 i existí fins al 1936. Fou impulsat per l'Institut d'Estudis Catalans i dirigit per Antoni Griera, Pompeu Fabra i Joan Coromines. La revista realitzava estudis sobre els materials lingüístics del català i mostrava els seus resultats als lectors. Era publicada anualment en format de fascicles i conta amb un total de 24 volums.

## Naixement
El Butlletí de la dialectologia catalana va ser publicat per primer cop durant l'abril de 1913, de la mà de les oficines del Diccionari General de la Llengua Catalana, les quals formaven part de l'Institut d'Estudis Catalans. El butlletí fou inicialment dirigit per Antoni Griera, un eclesiàstic i filòleg català nascut al 1887. L'objectiu de la revista era informar als lectors sobre els materials lingüístics del català mitjançant estudis sobre aquests. La primera publicació del butlletí incorporava aquest fragment on s'explicava el seu propòsit. “L'oficina del Diccionari dirigirà la publicació d'un butlletí on se faci esment de l'estat dels treballs, se comuniquin instruccions i esclariments als col·laboradors i on sobretot es donin a conèixer gradualment els resultats dels estudis que es vagin fent en vista dels materials aplegats. El Butlletí de Dialectologia Catalana, on apareixerà en sos aspectes més importants l'elaboració del Diccionari General, vindrà doncs a materialitzar i resumir tota l'alta empresa de l'idioma”. El butlletí tenia una periodicitat anual, i cada volum era publicat en un nombre variable de fascicles.

## Història
El butlletí va passar per dues etapes diferents, durant la primera, era dirigit únicament per Antoni Griera, mentre que durant la segona època va passar a ser dirigida per Antoni Griera i Gaja, Pompeu Fabra i Joan Coromines, i comptava també amb col·laboradors com Pere Barnils, Manuel de Montoliu, Joan Amades, etc. La primera època està compresa entre l'any 1913 i el 1930, mentre que la segona va des del 1931 fins al 1936. Durant aquesta segona etapa, la revista portava el subtítol de “revista catalana de lingüística”. El butlletí va ser publicat per les oficines del Diccionari General de la Llengua Catalana fins al 1925, que va passar a ser publicat per la institució Patxot, i van canviar d'impressor. A la revista foren publicats articles com “el parlar d'Eivissa i Formentera”, “dialecte baleàric” o “Miscel·lània. Notes eivissenques: sageta, trava i travó, olibassa-perdigot, porxo, casa, casa d'abelles”, on fa un breu estudi sobre les paraules que conté el títol.

## Final
El butlletí va tenir la seva última publicació el gener de 1936, després de 23 anys de publicacions anuals ininterrompudes

## Antoni Griera
Griera va néixer a Barcelona l'any 1887. Va fer estudis eclesiàstics a Vic i posteriorment es va llicenciar en filologia. Va fundar el Butlletí de Dialectalogia Catalana (1913-1936), el Butlletí de Dialectalogía Espanyola (1941-1967) i posteriorment la Biblioteca Filològica Històrica. Griera va recollir materials per a la redacció d'un Atlas Lingüístic de Catalunya, que abasta tot el domini lingüístic català i algunes localitats limítrofes de llengua aragonesa i occitana. Griera només va poder publicar parcialment els materials de l'Atles fins a part de tom V. La resta es va perdre durant la guerra civil. Griera tingué discrepàncies amb certs membres de l'IEC, entre ells Pompeu Fabra, la qual cosa va causar la seva expulsió en un futur. Griera discutia sobre les teories filològiques de l'Institut i s'oposà directament contra les normes ortogràfiques de Fabra. El 1931 publica la seva Gramàtica històrica del català antic, que és criticada per la seva falta de rigor científic i l'any 1935 deixa l'últim càrrec que tenia a l'IEC, trencant amb la institució després de les acusacions d'haver-se apropiat de materials recollits per a l'elaboració del diccionari de dialectes. Malgrat les polèmiques, el 1932 la Universitat de Würzburg el va nomenar doctor honoris causa.

## Relació de directors i col·laboradors
- Directors 1ª etapa: Antoni Griera i Gaja (1913-1930)
- Directors 2ª etapa: Antoni Griera i Gaja, Pompeu Fabra i Joan Coromines (1931-1936)
- Col·laboradors durant la segona etapa: Leo Spitzer, Walther von Wartburg, Paul Aebischer, Wilhelm Meyer-Lübke, Pere Barnils i Manuel de Montoliu.